# Kurt von Sperling
Kurt von Sperling (18 tháng 12 năm 1850 tại Köln – 31 tháng 8 năm 1914 tại Breslau, Hạ Schlesien) là một sĩ quan quân đội Đức (Thượng tướng Bộ binh à la suite của Phổ) là Thống đốc quân sự của thành phố Köln. Ông đã tham gia cuộc Chiến tranh Pháp-Đức (1870 – 1871) và giữ chức Phó tướng tư lệnh Quân đoàn VI trong một thời gian ngắn vào đầu cuộc Chiến tranh thế giới thứ nhất.

## Cuộc đời và sự nghiệp
Sperling sinh ngày 18 tháng 12 năm 1850, là con trai trưởng của Thiếu tướng Phổ Oskar von Sperling (1814 – 1872) và người vợ của ông này là Pauline von Klaß (1824 – 1899). Ông có một người em gái là bà Gertrud (1860 – 1921), đã kết hôn với Paul von Hindenburg vào năm 1879; và có người em trai là Erich.
Tiếp bước cha mình, Sperling theo đuổi một sự nghiệp trong quân đội Phổ. Ông đã học tại trường thiếu sinh quân ở Berlin-Lichterfelde, rồi được phong cấp Thiếu úy vào ngày 7 tháng 4 năm 1868. Sau khi tham chiến trong cuộc Chiến tranh Pháp-Đức (1870 – 1871), ông trở thành một sĩ quan của Bộ Tổng tham mưu. Sau khi được lên quân hàm Trung úy vào ngày 30 tháng 12 năm 1875, ông được thăng cấp Đại úy ngày 18 tháng 4 năm 1882. Vào ngày 22 tháng 5 năm 1889, ông lên quân hàm Thiếu tá, ngày 15 tháng 11 năm 1894 ông lên chức Trung tá rồi vào ngày 22 tháng 3 năm 1897 ông được thăng chức Đại tá. Sau đó, ông được lãnh chức Chỉ huy trưởng Trung đoàn Bộ binh "Công quốc Holstein" (số 1 Holstein) số 85 tại Rendsburg ngày 17 tháng 4 năm 1897, trước khi được lên quân hàm Thiếu tướng và ủy nhiệm vào Lữ đoàn Bộ binh số 37 vào ngày 18 tháng 4 năm 1901. Vào ngày 1 tháng 5 năm 1904, ông được cử làm Tư lệnh tạm quyền của Sư đoàn Bộ binh số 14, đóng quân ở Düsseldorf. Đến ngày 19 tháng 10 năm đó, ông được thăng cấp Trung tướng đồng thời nhậm chức Sư trưởng của Sư đoàn Bộ binh số 14 đã nêu, thay thế Ernst von Voigt.
Vào ngày 2 tháng 10 năm 1875, tại điền trang Möglin của nhạc mẫu ông, ông thành hôn với Klara von Schmieden (17 tháng 4 năm 1855 tại Berlin – 22 tháng 2 năm 1926 tại Potsdam), con gái của Đại úy Adolph von Schmieden (1822 – 1867) và bà Auguste Kuschke (1832 – 1901). Thông qua cuộc hôn nhân này, ông trở thành em rể của Thượng tướng Bộ binh Paul von Collas, người đã kết hôn với Ottilie von Schmieden, chị gái của Klara. Vào năm 1882, tại Möglin, em trai của Kurt là Eirch đã cưới Martha von Schmieden, một người chị em khác của vợ von Sperling.
Vào ngày 26 tháng 4 năm 1907, ông được bổ nhiệm làm Thống đốc quân sự Köln. Ông đã giữ chức vụ này cho đến tháng 4 năm 1911. Vào ngày 5 tháng 3 năm 1908, ông được phong quân hàm danh dự (Charakter) Thượng tướng Bộ binh. Ngày 4 tháng 4 năm 1911, đồng thời với việc ông xuất ngũ, ông được phong chức à la sutoe của Trung đoàn Phóng lựu Cận vệ số 3 "Vương hậu Elisabeth". Khi cuộc Chiến tranh thế giới thứ nhất bùng nổ, ông được phong chức Phó Tướng tư lệnh của Quân đoàn VI, hoạt động tại Breslau. Cuối tháng, ông đột ngột từ trần vào ngày 31 tháng 8 tại Hạ Schlesien.